# Arescon elongatus
Arescon elongatus är en stekelart som först beskrevs av Dmitriy Alekseevich Ogloblin 1957.  Arescon elongatus ingår i släktet Arescon och familjen dvärgsteklar. Inga underarter finns listade.